# 城西街道 (温岭市)
温岭市城西街道办事处是温岭市下辖的5个街道办事处之一，位于温岭市区西部。分别与温岭市城东街道、太平街道、温峤镇和横峰街道接壤。
街道驻地王府基村。
街道总面积18.8平方公里，人口2.4万，辖一个居委会、21个行政村。

## 行政村列表
川城居 芝岙 鉴洋 神童门 王府基 下保宅前 下保渭渚 上林 莞田 下洋应 芷胜庄 下岙 吴岙 吴山 螺屿 西岙 合岙 下蔡 高洋 渭川王小田 碗头山

## 现任领导
书记 李海兵 
副书记 办事处主任 顾雪荣